# Taimi Piin-Aaspõllu
Taimi Piin-Aaspõllu (3 de setembro de 1940 - 2 de setembro de 2012) foi uma micologista estoniana.
Ela descreveu os seguintes táxons:
- Biatorella contigua NSGolubk. & Piin